# Max Buchon

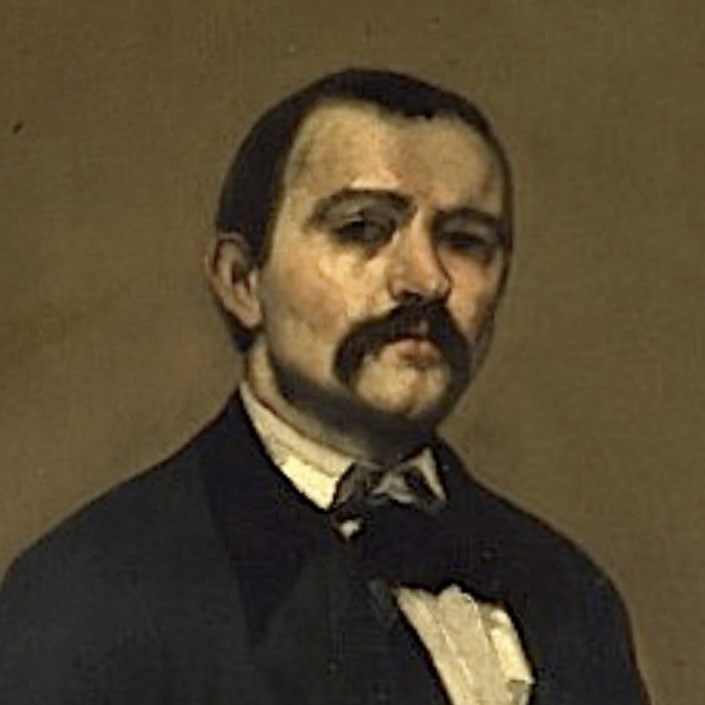
Max Buchon (1855)

Max Buchon (* 8. Mai 1818 in Salins-les-Bains (Franche-Comté); † 14. Dezember 1869 in Salins) war ein französischer Schriftsteller.
Der Sohn eines ehemaligen Offiziers studierte 1834–37 am Kollegium St. Michael in Freiburg im Üechtland. Wieder in Salins, wurde er freier Schriftsteller, blieb jedoch der Schweiz verbunden, in die er mehrfach reiste und die er in seinen Novellen immer wieder berücksichtigte.
Buchon galt als Anhänger des französischen Gesellschaftstheoretikers und Vertreters des Frühsozialismus Charles Fourier. 1848–51 arbeitete Buchon als Redakteur der Zeitung rouge in Salins. Nach dem Staatsstreich von Napoléon III. flüchtete er in die Schweiz, zunächst nach Freiburg, dann nach Bern. 1856 wurde er auf Bitten seines Jugendfreundes Gustave Courbet begnadigt, der ihn bereits zuvor auf seinem programmatischen Monumental-Gemälde Das Atelier (1855; Paris, Musée du Louvre) porträtiert hatte.
Buchon übersetzte auch Werke von Jeremias Gotthelf ins Französische und machte diesen in Frankreich bekannt. Auf Anregung seines Freundes Jules Champfleury publizierte er in L'Indépendant, einer Zeitung von Neuenburg (Stadt), eine Studie über den Realismus.